# Азорд
Азорд (арм. Ազորդ) или Азордац пор (арм. Ազորդաց փոր) — гавар провинции Тайк Великой Армении и один из владений Мамиконянов. Столица: Азорд. С IX века часть Тао-Кларджетии.